# Конституция Норвегии
Эйдсволльская конституция 1814 — конституция Норвегии. Принята 17 мая Государственным собранием (Riksforsamlingen) в Эйдсволле (Eidsvoll) в обстановке, когда Норвегия после отказа датского короля от норвежской короны в пользу Швеции (Кильские мирные договоры (1814)) готовилась оказать сопротивление шведским планам её присоединения.
Конституция определяла Норвегию независимым государством, высшим представительным органом признавался парламент — Стортинг (формировался через прямые выборы, но с цензом — возрастным, имущественным и оседлости), имевший широкие права в области законодательства и финансов. Исполнительная власть в области управления страной, обороны, внешней политики, контроля над законодательством предоставлялась королю (последний не мог распустить стортинг и имел лишь право отлагательного вето). Вводились свобода слова, печати, предпринимательства, неприкосновенность личности и пр.
По шведско-норвежской унии (1814 год) Швеция обязалась признавать норвежскую конституцию с поправками, вытекавшими из факта унии. С изменениями и дополнениями (в 1905, 1936, 1946 и др.) эйдсволльская конституция действует в Норвегии поныне. 17 мая в Норвегии отмечается как день независимости.

## Государственное собрание Норвегии в Эйдсволле и создание Конституции
11 апреля 1814 года 112 мужчин собрались на государственное учредительное собрание в городке Эйдсволл в 60 километрах к северу от Христиании, в особняке купца Карстена Анкера, одного из ближайших сподвижников датского наместника в Норвегии, принца Кристиана Фредерика.
Основная задача собрания заключалась в разработке Конституции, вопросом не меньшей важности стал государственно-правовой статус Норвегии. В этом вопросе собрание раскололось на две неравные партии, прямо противоположные во взглядах друг другу.
- «Партия независимости» или «Партия принца» (Selvstendighetpartiet) выступала за восстание против шведов и немедленное утверждение самостоятельности норвежского государства. Лидером партии стал сельский судья и юрист Кристиан Магнус Фальсен[2],один из «отцов Конституции» и сторонник сильной монархии. Наиболее активными членами партии стали также профессор Георг Свердруп[3] — ярый противник абсолютной монархии и унии со Швецией, сельские судьи Кристиан Адольф Дирикс и Вильхельм Корен Кристи. Также к партии примкнули представители в то время крупнейшего норвежского города Бергена.
- «Партия унии» (Unionspartiet) или «шведская партия» (svenskepartiet) относилась к шведам более спокойно и выступала за унию со Швеции, при условии полного равенства сторон, опасаясь возвращения Норвегии Дании. Лидером партии стал граф Херман Ведель-Ярлсберг[4], один из немногочисленных потомственных норвежских дворян. С 1809 года он поддерживал связи со шведскими кругами и работал над проектом шведско-норвежской унии. Одним из ближайших его сподвижников являлся пастор Николай Вергеланн, выступавший за запрет въезда евреев в Норвегию. К партии также присоединились купцы и предприниматели Эстланна, городов Драммен и Кристиансанн.

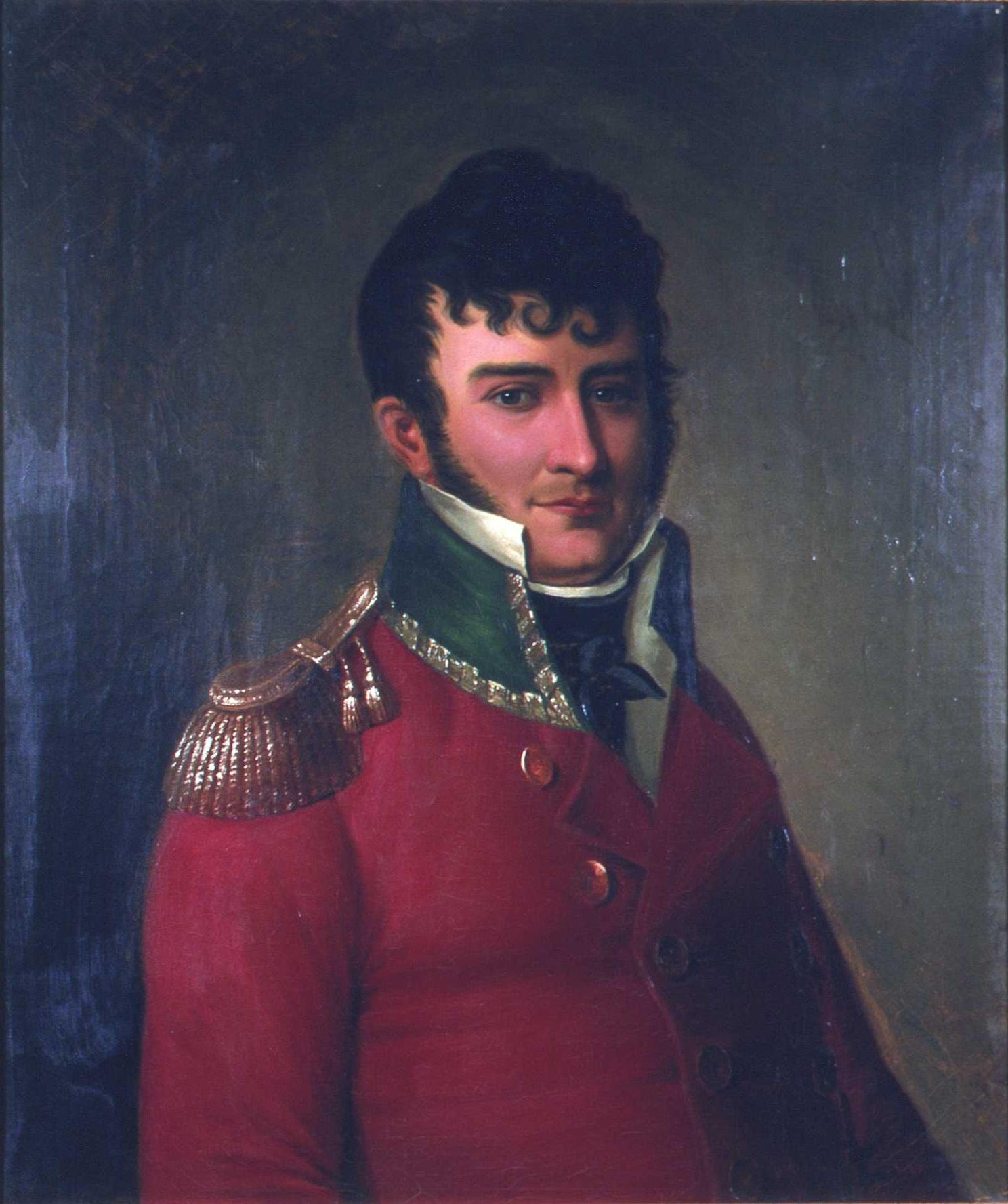
Кристиан Магнус Фальсен

12 апреля был избран Конституционный комитет, в который вошли представители обеих партий. Главой комитета стал Кристиан Магнус Фальсен. Комитету удалось собрать тексты почти всех основных конституционных актов, имевшихся к 1814 году в других странах — американскую Конституцию 1787 г., французские конституции времён Революции, шведскую Форму правления 1809 г., испанскую Конституцию 1812 г.
2 мая Комитет предложил выработанный проект Конституции на обсуждение Собрания. Проект подвергся окончательной доработке, и с 12 по 16 мая находился в Редакционном комитете, который выбросил положение о свободе вероисповедания и внёс ограничения в раздел о свободе печати. 16 мая Конституция была одобрена Государственным собранием. 17 мая состоялась торжественная церемония подписания Конституции всеми депутатами. 20 мая Государственное собрание было распущено.